# Другі леді й джентльмени США

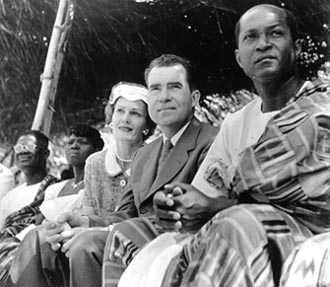
Друга леді Пет Ніксон поруч із віцепрезидентом Річардом Ніксоном, що очолив делегацію до Гани 1957 року

Друга леді Сполучених Штатів Америки (SLOTUS) або Другий джентльмен Сполучених Штатів Америки (SGOTUS) — неформальний титул, що надається дружині або чоловіку віцепрезидента США на час його (її) перебування на посаді. Чинним другим джентльменом є Даґлас Емгофф, чоловік 49-ї віцепрезидентки Камали Гарріс. Придуманий на противагу титулу першої леді США, хоч і вживається рідше. Найімовірніше, вперше був використаний дружиною 24-го віцепрезидента (1897—1899) Гаррета Гобарта Дженні Таттл Гобарт на позначення самої себе.
Згодом титул не використовувався, проте відродився у 1980-х роках. Протягом 1990-х та 2000-х титул знову не використовувався, перевагу надавали титулу «дружина віцепрезидента», проте знову повернувся до вжитку під час президентства Барака Обами. Його використання продовжилось адміністрацією Дональда Трампа.
12 других леді зрештою стали Першими леді США після того, як їхні чоловіки обійняли посаду Президента США. Першою з них стала Ебігейл Адамс, дружина Джона Адамса, котрий обіймав посаду 1-го віцепрезидента з 1789 до 1797 та 2-го президента з 1797 до 1801. Останньою з них стала Джилл Байден, дружина Джо Байдена, 47-го віцепрезидента (2009—2017) та 46-го президента США (з 2021).
Чинним другим джентльменом є Даґлас Емгофф, який став ним після того, як його дружина, Камала Гарріс, обійняла посаду віцепрезидентки США 20 січня 2021. Емгофф став першим другим джентльменом в історії США.
Станом на сьогодні є п'ятеро живих колишніх других леді: Мерилін Квейл (дружина Дена Квейла), Тіппер Ґор (зараз розлучена з Альбертом Ґором), Лінн Чейні (дружина Діка Чейні), Джилл Байден (дружина Джо Байдена) та Карен Пенс (дружина Майка Пенса).

## Історія
Участь другої леді в суспільному житті стала досить нещодавнім явищем. Хоча роль першої леді як господині Білого дому датується початком становлення Штатів (і зазвичай виконувалась іншим членом президентської сім'ї у разі, якщо президент був удівцем або неодруженим), дружини віцепрезидентів лише наприкінці 20 — на початку 21 ст. почали відігравати роль у житті суспільства й привернули увагу медіа.
Винятком серед других леді, які до ХХ ст. лишались майже непримітними, стала дружина 7-го віцепрезидента Джона Келгуна Флорід Келгун, яка стала центральною фігурою так званого Petticoat Affair, соціально-політичного скандалу, що спалахнув між військовим секретарем Джоном Ітоном і його дружиною Маргарет О'Нілл Ітон, пошкодивши й без того напружені стосунки між віцепрезидентом Келгуном і 7-м президентом Ендрю Джексоном.

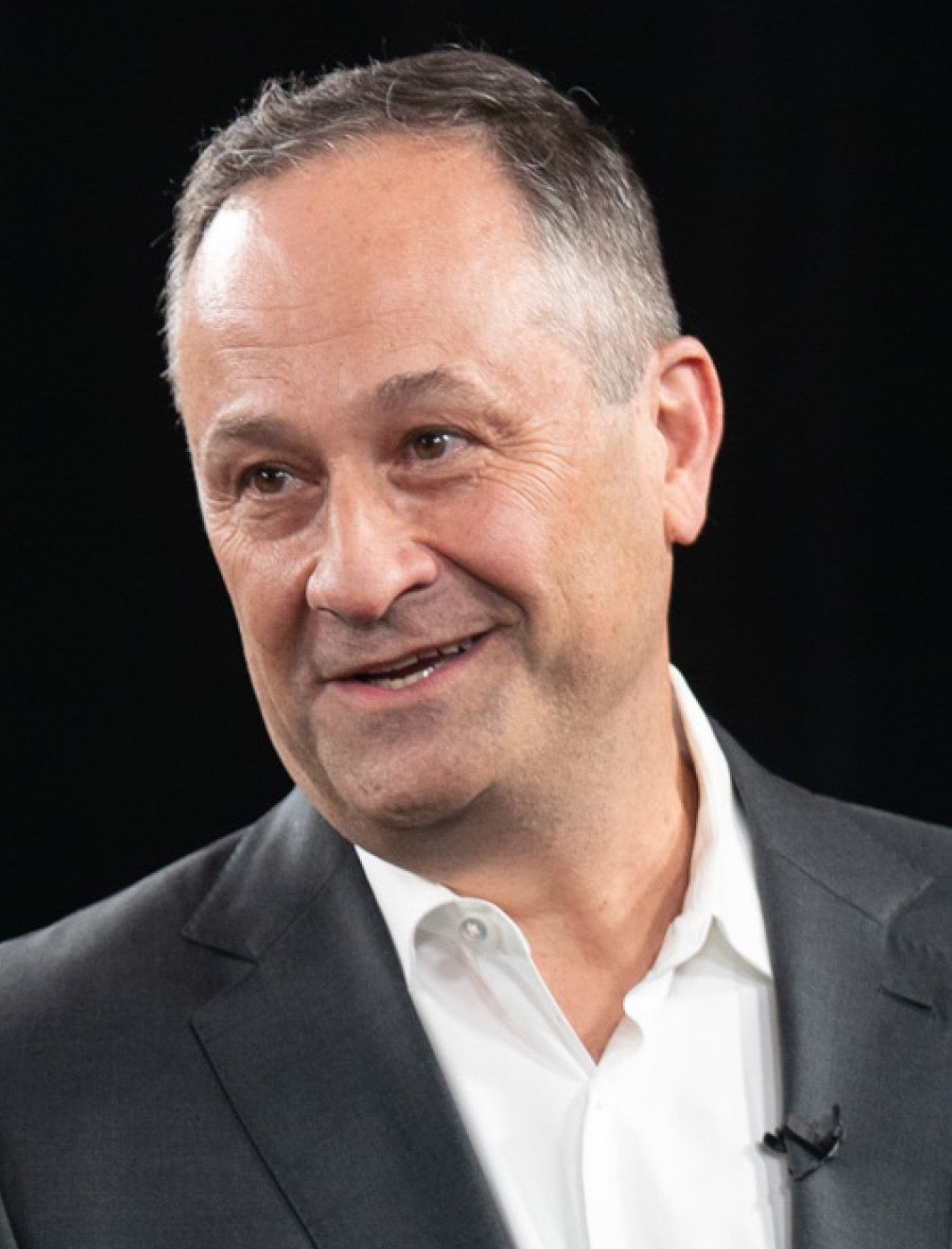
Даґлас Емгофф став першим в історії чоловіком, який одержав титул Другого джентльмена США, 20 січня 2021

Пет Ніксон, дружина 37-го віцепрезидента Річарда Ніксона, стала першою, хто значно розширила спектр функцій другої леді. На час вступу на посаду Ніксона до обов'язків другої леді входило лише очолювання Щорічного ланчу других леді. Натомість Ніксон започаткувала власні ініціативи, відчуваючи, які переваги надає статус другої леді. Вона склала власний розклад, що відрізнявся від розкладу її чоловіка й часто складався з її власних занять. Як друга леді Ніксон подолала 125 тис. миль, подорожуючи світом, включно з двомісячною подорожжю Азією 1953 року, під час якої вона подолала 42 тис. миль. Під час здійснення місій доброї волі по всьому світу вона наполягала на відвідуванні шкіл, дитячих будинків, лікарень та сільських ринків, а не чайних чи кавових церемоній. У цьому сенсі Ніксон створила сучасну модель другої леді: науковиця Кейт Андерсен Бровер писала, що «вона допомогла визначити цю туманну роль для цілого покоління жінок, які стануть її наступницями».
1978 року Мюрієль Гамфрі, дружина 38-го віцепрезидента Г'юберта Гамфрі, стала першою колишньою другої леді, яка обійняла державну посаду після того, як її чоловік повернувся до Сенату після закінчення його повноважень та помер, перебуваючи на посаді. Вона була призначена на цю посаду губернатором штату Міннесота Руді Перпічем і продовжувала виконувати повноваження померлого чоловіка.
Тіппер Ґор, дружина 45-го віцепрезидента Альберта Ґора, брала участь у кількох кампаніях із видалення неприйнятного контенту з популярних американських серіалів, телешоу та музики, яке розпочалось за часів віцепрезидентства її чоловіка. Вона сперечалась із виконавцями через нецензурні висловлювання, що містились у їхніх текстах, та дискутувала з її критиками, як-от учасником гурту Dead Kennedys Джелло Біафра.
Лінн Чейні, дружина 46-го віцепрезидента Діка Чейні, наполягала на реформі освіти, вказуючи на очевидні недоліки американської освітньої системи під час її перебування в статусі Першої леді. Вона є відвертою прихильницею американської історичної освіти та авторкою п'яти книг для дітей та батьків на цю тему.
Джилл Байден, дружина президента США та 47-го віцепрезидента Джо Байдена, працює професоркою англійської мови в Northern Virginia Community College та вважається першою другою леді, яка працювала на оплачуваній посаді під час перебування її чоловіка на посаді віцепрезидента. Вона брала участь у заходах, спрямованих на боротьбу з раком молочної залози.
При цьому термін продовжував бути незнайомим та незрозумілим навіть використовуючись.
Загалом посада була вакантною 17 разів, найдовший із яких тривав 16 років між перебуванням на посаді Ебігейл Адамс та Енн Геррі у зв'язку з тим, що три наступних віцепрезиденти були вдівцями та протягом року віцепрезидента було не вибрано. Востаннє посада другої леді була вакантною протягом 132 днів 1974 року між перебуванням Бетті Форд та Геппі Рокфеллер, коли посада віцепрезидента також лишалась вакантною.

## Перелік Других леді США
| Зображення                                                         | Друга леді чи джентльмен                                           | Віцепрезидент(-ка) Дата одруження                                  | На посаді                          | Дата народження   | Дата смерті (вік)          | На посаді як Перша леді |
| ------------------------------------------------------------------ | ------------------------------------------------------------------ | ------------------------------------------------------------------ | ---------------------------------- | ----------------- | -------------------------- | ----------------------- |
|                                                                    | Ебігейл Адамс (до шлюбу Сміт)                                      | Джон Адамс 25 жовтня 1764                                          | 21 квітня 1789 — 4 березня 1797    | 11 листопада 1744 | 28 жовтня 1818 (73 роки)   | 1797—1801               |
| Посада вакантна; Томас Джефферсон був удівцем.                     | Посада вакантна; Томас Джефферсон був удівцем.                     | Посада вакантна; Томас Джефферсон був удівцем.                     | 4 березня 1797 — 4 березня 1801    |                   |                            |                         |
| Посада вакантна; Аарон Берр був удівцем.                           | Посада вакантна; Аарон Берр був удівцем.                           | Посада вакантна; Аарон Берр був удівцем.                           | 4 березня 1801 — 4 березня 1805    |                   |                            |                         |
| Посада вакантна; Джордж Клінтон був удівцем.                       | Посада вакантна; Джордж Клінтон був удівцем.                       | Посада вакантна; Джордж Клінтон був удівцем.                       | 4 березня 1805 — 4 березня 1812    |                   |                            |                         |
| Посада вакантна; віцепрезидента не було призначено.                | Посада вакантна; віцепрезидента не було призначено.                | Посада вакантна; віцепрезидента не було призначено.                | 20 квітня 1812 — 20 квітня 1813    |                   |                            |                         |
|                                                                    | Енн Геррі (до шлюбу Енн Томпсон)                                   | Елбридж Геррі 12 січня 1786                                        | 4 березня 1813 — 23 листопада 1814 | 12 серпня 1763    | 17 березня 1849 (85 років) |                         |
| Посада вакантна; віцепрезидента не було обрано.                    | Посада вакантна; віцепрезидента не було обрано.                    | Посада вакантна; віцепрезидента не було обрано.                    | 23 листопада 1814 — 4 березня 1817 |                   |                            |                         |
|                                                                    | Ганна Томпкінс (до шлюбу Мінтгорн)                                 | Деніел Томпкінс 20 лютого 1798                                     | 4 березня 1817 — 4 березня 1825    | 28 серпня 1781    | 18 лютого 1829 (47 років)  |                         |
|                                                                    | Флорид Бонно Келгун (до шлюбу Келгун)                              | Джон К. Келгун 8 січня 1811                                        | 4 березня 1825 — 28 грудня 1832    | 15 лютого 1792    | 15 лютого 1792 (74 роки)   |                         |
| Посада вакантна; віцепрезидента не було обрано.                    | Посада вакантна; віцепрезидента не було обрано.                    | Посада вакантна; віцепрезидента не було обрано.                    | 28 грудня 1832 — 4 квітня 1833     |                   |                            |                         |
| Посада вакантна; Мартін ван Бюрен був удівцем                      | Посада вакантна; Мартін ван Бюрен був удівцем                      | Посада вакантна; Мартін ван Бюрен був удівцем                      | 4 березня 1833 — 4 березня 1837    |                   |                            |                         |
| Посада вакантна; Річард М. Джонсон був удівцем (неофіційний шлюб). | Посада вакантна; Річард М. Джонсон був удівцем (неофіційний шлюб). | Посада вакантна; Річард М. Джонсон був удівцем (неофіційний шлюб). | 4 березня 1837 — 4 березня 1841    |                   |                            |                         |
|                                                                    | Летиція Тайлер (до шлюбу Крістіан)                                 | Джон Тайлер 29 березня 1813                                        | 4 березня 1841 — 4 квітня 1841     | 12 листопада 1790 | 12 вересня 1842 (51 рік)   | 1841—1842               |
| Посада вакантна; віцепрезидента не було обрано.                    | Посада вакантна; віцепрезидента не було обрано.                    | Посада вакантна; віцепрезидента не було обрано.                    | 4 квітня 1841 — 4 березня 1845     |                   |                            |                         |
|                                                                    | Софія Даллас (до шлюбу Чью Ніклін)                                 | Джордж Даллас 1816                                                 | 4 березня 1845 — 4 березня 1849    | 24 червня 1798    | 11 січня 1869 (70 років)   |                         |
|                                                                    | Ебігейль Філлмор (до шлюбу Паверс)                                 | Міллард Філлмор 5 лютого 1826                                      | 4 березня 1849 — 9 липня 1850      | 13 березня 1798   | 30 березня 1853 (55 років) | 1850—1853               |
| Посада вакантна; віцепрезидента не було обрано.                    | Посада вакантна; віцепрезидента не було обрано.                    | Посада вакантна; віцепрезидента не було обрано.                    | 9 липня 1850 — 4 березня 1853      |                   |                            |                         |
| Посада вакантна; Вільям Р. Кінг був неодруженим.                   | Посада вакантна; Вільям Р. Кінг був неодруженим.                   | Посада вакантна; Вільям Р. Кінг був неодруженим.                   | 4 березня 1853 — 18 квітня 1853    |                   |                            |                         |
| Посада вакантна; віцепрезидента не було обрано.                    | Посада вакантна; віцепрезидента не було обрано.                    | Посада вакантна; віцепрезидента не було обрано.                    | 18 квітня 1853 — 4 березня 1857    |                   |                            |                         |
|                                                                    | Мері Сайрін Барч Брекінрідж (до шлюбу Барч)                        | Джон К. Брекінридж 12 грудня 1843                                  | 4 березня 1857 — 4 березня 1861    | 16 серпня 1826    | 8 жовтня 1907 (81 рік)     |                         |
|                                                                    | Еллен Гемлін (до шлюбу Еллен Віста Емрі)                           | Ганнібал Гемлін 25 вересня 1856                                    | 4 березня 1861 — 4 березня 1865    | 14 вересня 1835   | 1 лютого 1925 (89 років)   |                         |
|                                                                    | Еліза Мак-Кардл-Джонсон (до шлюбу Маккардл)                        | Ендрю Джонсон 17 травня 1827                                       | 4 березня 1865 — 15 квітня 1865    | 4 жовтня 1810     | 15 січня 1876 (65 років)   | 1865—1869               |
| Посада вакантна; віцепрезидента не було обрано.                    | Посада вакантна; віцепрезидента не було обрано.                    | Посада вакантна; віцепрезидента не було обрано.                    | 15 квітня 1865 — 4 березня 1869    |                   |                            |                         |
|                                                                    | Еллен Марія Колфакс (до шлюбу Вейд)                                | Шайлер Колфакс 18 листопада 1868                                   | 4 березня 1869 — 4 березня 1873    | 26 липня 1836     | 4 березня 1911 (74 роки)   |                         |
| Посада вакантна; Генрі Вілсон був удівцем.                         | Посада вакантна; Генрі Вілсон був удівцем.                         | Посада вакантна; Генрі Вілсон був удівцем.                         | 4 березня 1873 — 22 листопада 1875 |                   |                            |                         |
| Посада вакантна; віцепрезидента не було обрано.                    | Посада вакантна; віцепрезидента не було обрано.                    | Посада вакантна; віцепрезидента не було обрано.                    | 22 листопада 1875 — 4 березня 1877 |                   |                            |                         |
| Посада вакантна; Вільям Вайлер був удівцем.                        | Посада вакантна; Вільям Вайлер був удівцем.                        | Посада вакантна; Вільям Вайлер був удівцем.                        | 4 березня 1877 — 4 березня 1881    |                   |                            |                         |
| Посада вакантна; Честер А. Артур був удівцем.                      | Посада вакантна; Честер А. Артур був удівцем.                      | Посада вакантна; Честер А. Артур був удівцем.                      | 4 березня 1881 — 19 вересня 1881   |                   |                            |                         |
| Посада вакантна; віцепрезидента не було обрано.                    | Посада вакантна; віцепрезидента не було обрано.                    | Посада вакантна; віцепрезидента не було обрано.                    | 19 вересня 1881 — 4 березня 1885   |                   |                            |                         |
|                                                                    | Еліза Гендрікс (до шлюбу Еліза Керол Морган)                       | Томас Гендрікс 26 вересня 1845                                     | 4 березня 1885 — 25 листопада 1885 | 23 листопада 1823 | 3 січня 1903 (79 років)    |                         |
| Посада вакантна; віцепрезидента не було обрано                     | Посада вакантна; віцепрезидента не було обрано                     | Посада вакантна; віцепрезидента не було обрано                     | 25 листопада 1885 — 4 березня 1889 |                   |                            |                         |
|                                                                    | Анна Мортон (до шлюбу Анна Лівінгстон Рід Стріт)                   | Леві Мортон 1873                                                   | 4 березня 1889 — 4 березня 1893    | 18 травня 1846    | 14 серпня 1918 (72 роки)   |                         |
|                                                                    | Летиція Стівесон (до шлюбу Ґрін)                                   | Едлай Стівесон І 22 грудня 1866                                    | 4 березня 1893 — 4 березня 1897    | 8 січня 1843      | 25 грудня 1913 (70 років)  |                         |
|                                                                    | Естер Джейн «Дженні» Таттл Гобарт (до шлюбу Таттл)                 | Гаррет Гобарт 21 липня 1869                                        | 4 червня 1897 — 21 листопада 1899  | 30 квітня 1849    | 8 січня 1941 (91 рік)      |                         |
| Посада вакантна; віцепрезидента не було обрано.                    | Посада вакантна; віцепрезидента не було обрано.                    | Посада вакантна; віцепрезидента не було обрано.                    | 21 листопада 1899 — 4 березня 1901 |                   |                            |                         |
|                                                                    | Едіт Рузвельт (до шлюбу Керміт Керов)                              | Теодор Рузвельт 2 грудня 1886                                      | 4 березня 1901 — 14 вересня 1901   | 6 серпня 1861     | 30 вересня 1948 (87 років) | 1901—1909               |
| Посада вакантна; віцепрезидента не було обрано.                    | Посада вакантна; віцепрезидента не було обрано.                    | Посада вакантна; віцепрезидента не було обрано.                    | 14 вересня 1901 — 4 березня 1905   |                   |                            |                         |
|                                                                    | Корнелія «Неллі» Коул Фербенкс (до шлюбу Коул)                     | Чарлз Фербенкс 1874                                                | 4 березня 1905 — 4 березня 1909    | 14 січня 1852     | 25 жовтня 1913 (61 рік)    |                         |
|                                                                    | Керрі Бебкок Шерман (до шлюбу Бебкок)                              | Джеймс Шерман 26 січня 1881                                        | 4 березня 1909 — 30 жовтня 1912    | 16 листопада 1856 | 6 жовтня 1931 (74 роки)    |                         |
| Посада вакантна; віцепрезидента не було обрано.                    | Посада вакантна; віцепрезидента не було обрано.                    | Посада вакантна; віцепрезидента не було обрано.                    | 30 жовтня 1912 — 4 березня 1913    |                   |                            |                         |
|                                                                    | Луі Ірен Маршалл (до шлюбу Кімсі)                                  | Томас Маршалл 2 жовтня 1895                                        | 4 березня 1913 — 4 березня 1921    | 9 травня 1873     | 6 січня 1958 (84 роки)     |                         |
|                                                                    | Грейс Кулідж (до шлюбу Ґудх'ю)                                     | Калвін Кулідж 4 жовтня 1905                                        | 4 березня 1921 — 2 серпня 1923     | 3 січня 1879      | 8 липня 1957 (78 років)    | 1923—1929               |
| Посада вакантна; віцепрезидента не було обрано.                    | Посада вакантна; віцепрезидента не було обрано.                    | Посада вакантна; віцепрезидента не було обрано.                    | 2 серпня 1923 — 4 березня 1925     |                   |                            |                         |
|                                                                    | Керо Доз (до шлюбу Керо Дана Блаймаєр)                             | Чарлз Доз 1889                                                     | 4 березня 1925 — 4 березня 1929    | 6 січня 1866      | 3 жовтня 1957 (91 рік)     |                         |
| Посада вакантна; Чарлз Кертіс був удівцем.                         | Посада вакантна; Чарлз Кертіс був удівцем.                         | Посада вакантна; Чарлз Кертіс був удівцем.                         | 4 березня 1929 — 4 березня 1933    |                   |                            |                         |
|                                                                    | Марієтт Елізабет «Етті» Рейнер Гарнер (до шлюбу Рейнер)            | Джон Гарнер 25 листопада 1895                                      | 20 січня 1933 — 20 січня 1941      | 17 липня 1869     | 17 серпня 1948 (79 років)  |                         |
|                                                                    | Іло Воллес (до шлюбу Браун)                                        | Генрі Воллес 20 травня 1914                                        | 20 січня 1941 — 20 січня 1945      | 3 жовтня 1888     | 22 лютого 1981 (92 роки)   |                         |
|                                                                    | Бесс Трумен (до шлюбу Елізабет Вірджинія Воллес)                   | Гаррі Трумен 28 червня 1919                                        | 20 січня 1945 — 12 квітня 1945     | 13 лютого 1885    | 18 жовтня 1982 (97 років)  | 1945—1953               |
| Посада вакантна; віцепрезидента не було обрано.                    | Посада вакантна; віцепрезидента не було обрано.                    | Посада вакантна; віцепрезидента не було обрано.                    | 12 квітня 1945 — 20 січня 1949     |                   |                            |                         |
| Посада вакантна; Олбен Барклі був удівцем.                         | Посада вакантна; Олбен Барклі був удівцем.                         | Посада вакантна; Олбен Барклі був удівцем.                         | 20 січня 1949 — 18 листопада 1949  |                   |                            |                         |
|                                                                    | Джейн Гедлі Барклі (до шлюбу Елізабет Джейн Ракер)                 | Олбен Барклі 18 листопада 1949                                     | 18 листопада 1949 — 20 січня 1953  | 23 вересня 1911   | 6 вересня 1964 (52 роки)   |                         |
|                                                                    | Пет Ніксон (до шлюбу Зельма Кетрін Раян)                           | Річард Ніксон 21 червня 1940                                       | 20 січня 1953 — 20 січня 1961      | 13 червня 1912    | 22 червня 1993 (81 рік)    | 1969—1974               |
|                                                                    | Клавдія «Леді Бьорд» Джонсон (до шлюбу Клавдія Альта Тейлор)       | Ліндон Джонсон 17 листопада 1934                                   | 20 січня 1961 — 22 листопада, 1963 | 22 грудня 1912    | 11 липня 2007 (94 роки)    | 1963—1969               |
| Посада вакантна; віцепрезидента не було обрано.                    | Посада вакантна; віцепрезидента не було обрано.                    | Посада вакантна; віцепрезидента не було обрано.                    | 22 листопада 1963 — 20 січня 1965  |                   |                            |                         |
|                                                                    | Мюріель Гамфрі Браун (до шлюбу Мюріель Фей Бак)                    | Г'юберт Гамфрі 3 вересня 1936                                      | 20 січня 1965 — 20 січня 1969      | 20 лютого 1912    | 20 вересня 1998 (86 років) |                         |
|                                                                    | Елінор «Джуді» Егню (до шлюбу Елінор Ізабель Джудфайнд)            | Спіро Агню May 27, 1942                                            | 20 січня 1969 — 20 січня 1973      | 23 квітня 1921    | 20 червня 2012 (91 рік)    |                         |
| Посада вакантна; віцепрезидента не було обрано.                    | Посада вакантна; віцепрезидента не було обрано.                    | Посада вакантна; віцепрезидента не було обрано.                    | 10 жовтня 1973 — 6 грудня 1973     |                   |                            |                         |
|                                                                    | Елізабет «Бетті» Форд (до шлюбу Елізабет Енн Блумер)               | Джеральд Форд 15 жовтня 1948                                       | 6 грудня 1973 — 9 серпня 1974      | 8 квітня 1918     | 8 липня 2011 (93 роки)     | 1974—1977               |
| Посада вакантна; віцепрезидента не було обрано.                    | Посада вакантна; віцепрезидента не було обрано.                    | Посада вакантна; віцепрезидента не було обрано.                    | 9 серпня 1974 — 19 грудня 1974     |                   |                            |                         |
|                                                                    | Маргаретта «Хеппі» Рокфеллер (Маргаретта Лардж Фітлер)             | Нельсон Рокфеллер 4 травня 1963                                    | 19 грудня 1974 — 20 січня 1977     | 9 червня 1926     | 19 травня 2015 (88 років)  |                         |
|                                                                    | Джоан Мондейл (до шлюбу Адамс)                                     | Волтер Мондейл 27 грудня 1955                                      | 20 січня 1977 — 20 січня 1981      | 8 серпня 1930     | 3 лютого 2014 (83 роки)    |                         |
|                                                                    | Барбара Буш (до шлюбу Пірс)                                        | Джордж Буш 6 січня 1945                                            | 20 січня 1981 — 20 січня 1989      | 8 червня 1925     | 17 квітня 2018 (92 роки)   | 1989—1993               |
|                                                                    | Мерилін Квейл (дошл. Такер)                                        | Ден Квейл 18 листопада 1972                                        | 20 січня 1989 — 20 січня 1993      | 29 липня 1949     | Жива, 75 років, 295 днів   |                         |
|                                                                    | Мері Елізабет «Тіппер» Ґор (Мері Елізабет Ейтчісон)                | Альберт Ґор 19 травня 1970                                         | 20 січня 1993 — 20 січня 2001      | 19 серпня 1948    | Жива, 76 років, 274 дні    |                         |
|                                                                    | Лінн Чейні (Лінн Енн Вінсент)                                      | Дік Чейні 29 серпня 1964                                           | 20 січня 2001 — 20 січня 2009      | 14 серпня 1941    | Жива, 83 роки, 279 днів    |                         |
|                                                                    | Джилл Байден (Джилл Трейсі Джейкобс)                               | Джо Байден 7 червня 1977                                           | 20 січня 2009 — 20 січня 2017      | 3 червня 1951     | Жива, 73 роки, 351 день    | 2021–нині               |
|                                                                    | Карен Пенс (Карен Сью Баттен)                                      | Майк Пенс 8 червня 1985                                            | 20 січня 2017 — 20 січня 2021      | 1 січня 1957      | Жива, 68 років, 139 днів   |                         |
|                                                                    | Даґлас Емгофф                                                      | Камала Гарріс 22 серпня 2014                                       | 20 січня 2021 — нині               | 13 жовтня 1964    | Живий, 60 років, 219 днів  |                         |

## Інші партнер(ки) в шлюбі віцепрезидентів США
Інші дружини віцепрезидентів не вважаються другими леді тому, що вони не були в шлюбі на час перебування їхніх чоловіків на посаді.
Дев'ять віцепрезидентів овдовіли ще до віцепрезидентського терміну:
- Томас Джефферсон був одружений із Мартою Велес з 1772 до її смерті 1782 року.
- Аарон Берр був одружений із Теодосією Бертов Превост з 1782 до її смерті 1794 року.
- Джордж Клінтон був одружений з Сарою Теппен з 1770 до її смерті 1800 року.
- Мартін ван Бюрен був одружений із Ганною Гоз з 1807 до її смерті 1819 року.
- Річард М. Джонсон був одружений із Джулією Чінн до її смерті 1830 року.
- Генрі Вілсон був одружений із Гаррієт Гов з 1840 до її смерті 1870 року.
- Вільям Елмон Вілер був одружений із Мері Кінг з 1845 до її смерті 1876 року.
- Честер А. Артур був одружений з Еллен Льюїс Герндон з 1859 до її смерті 1880 року.
- Чарлз Кертіс був одружений з Енні Бейрд з 1884 до її смерті 1924. Сестра Кертіса, Доллі Генн, офіційно супроводжувала його на заходах під час його віцепрезидентства.

Один віцепрезидент розлучився та одружився повторно до його віцепрезидентства:
- Нельсон Рокфеллер був одруженим із Мері Тодгантер Кларк з 1930 до 1962. Згодом він одружився з Хеппі Фітлер 1963 року й був у шлюбі з нею до його смерті 1979 року.

Три віцепрезиденти одружились вдруге після їхнього віцепрезидентства:
- Аарон Берр був одружений з Елізабет Бовен Джамел з 1833 до їхнього розлучення 1836 року.
- Джон Тайлер був одружений із Джулією Ґардінер з 1844 до його смерті 1862 року.
- Міллард Філлмор був одружений із Керолайн Кермайкл Мак-Інтош з 1858 до його смерті 1874 року.

П'ять віцепрезидентів овдовіли й одружились вдруге до їхнього віцепрезидентства:
- Ганнібал Гемлін був одружений з Сарою Емрі з 1833 до її смерті 1855 року. Згодом він одружився вдруге з Еллен Емрі 1856 року й був у шлюбі з нею до його смерті 1891 року.
- Шайлер Колфакс був одружений з Евелін Кларк з 1844 до її смерті 1863 року. Згодом він одружився з Еллен Вейд 1868 року й був у шлюбі з нею до його смерті 1855.
- Леві Мортон був одруженим із Люсі Янґ Кімболл з 1856 до її смерті 1871 року. Згодом він одружився вдруге з Анною Лівінгстон Рід Стріт 1873 року й був у шлюбі з нею до її смерті 1918 року.
- Теодор Рузвельт був одруженим з Еліс Гетевей Лі з 1880 року до її смерті 1884 року. Він одружився вдруге з Едіт Керов 1886 року й був у шлюбі з нею до її смерті 1919 року.
- Джо Байден був одружений із Нелією Гантер з 1966 до її смерті 1972 року. Перебуває в шлюбі з Джилл Джейкобс з 1977 року.

## Нині живі другі леді
Станом на лютий 2021 року було п'ятеро живих колишніх других леді.

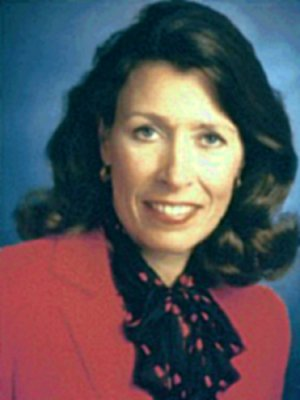
Мерилін Квейл На посаді у 1989–1993 Народилась 1949 (75 років) Дружина Дена Квейла
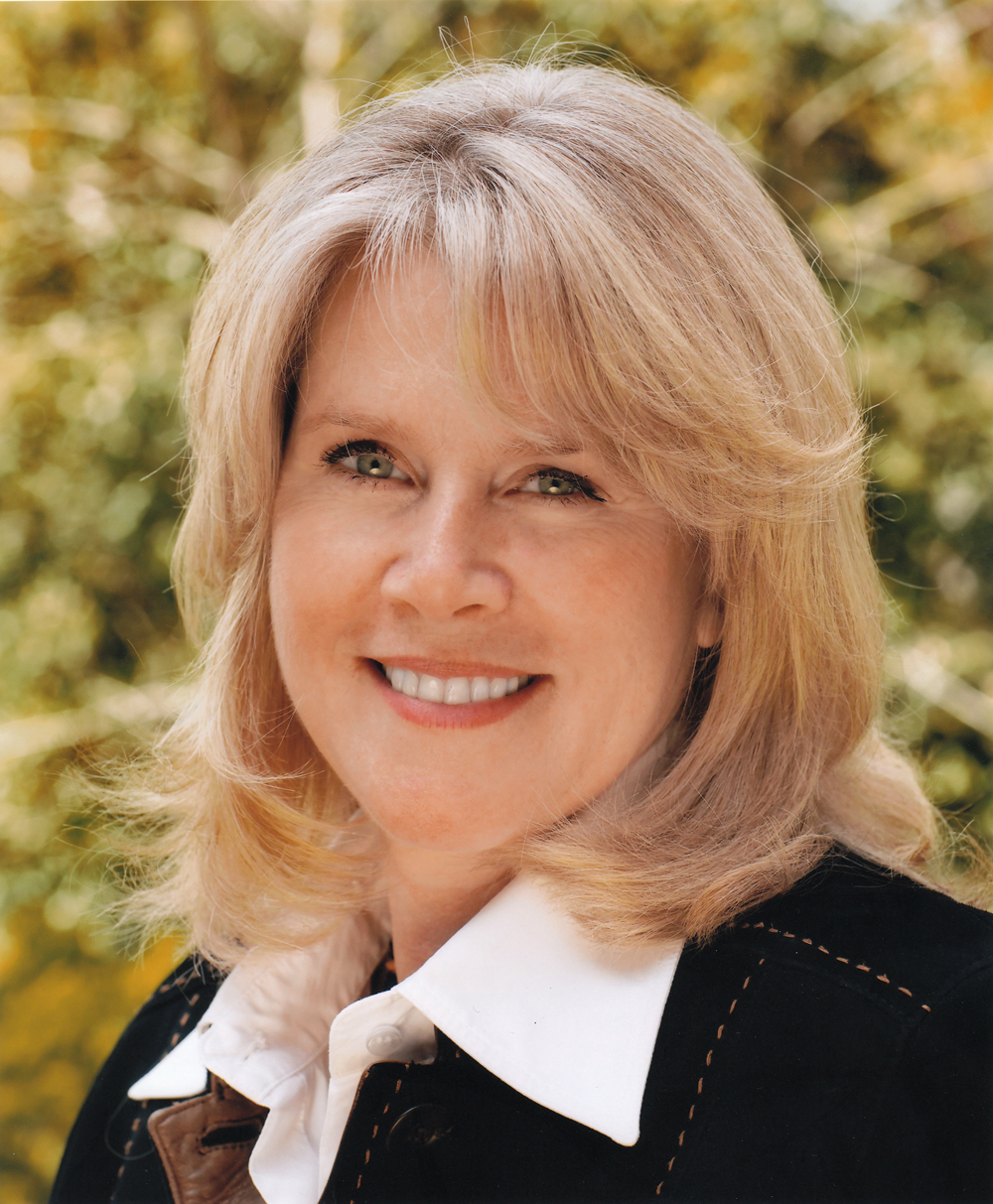
Тіппер Ґор На посаді у 1993–2001 Народилась 1948 (76 років) Колишня дружина Альберта Ґора
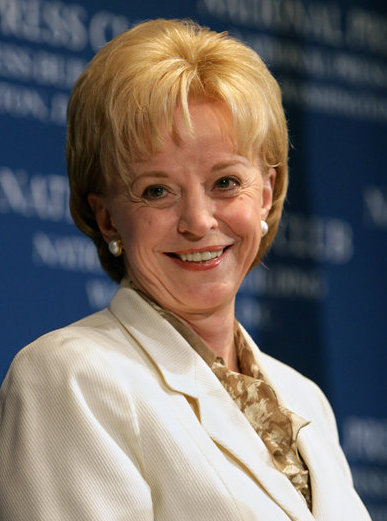
Лінн Чейні На посаді у 2001–2009 Народилась 1941 (83 роки) Дружина Діка Чейні
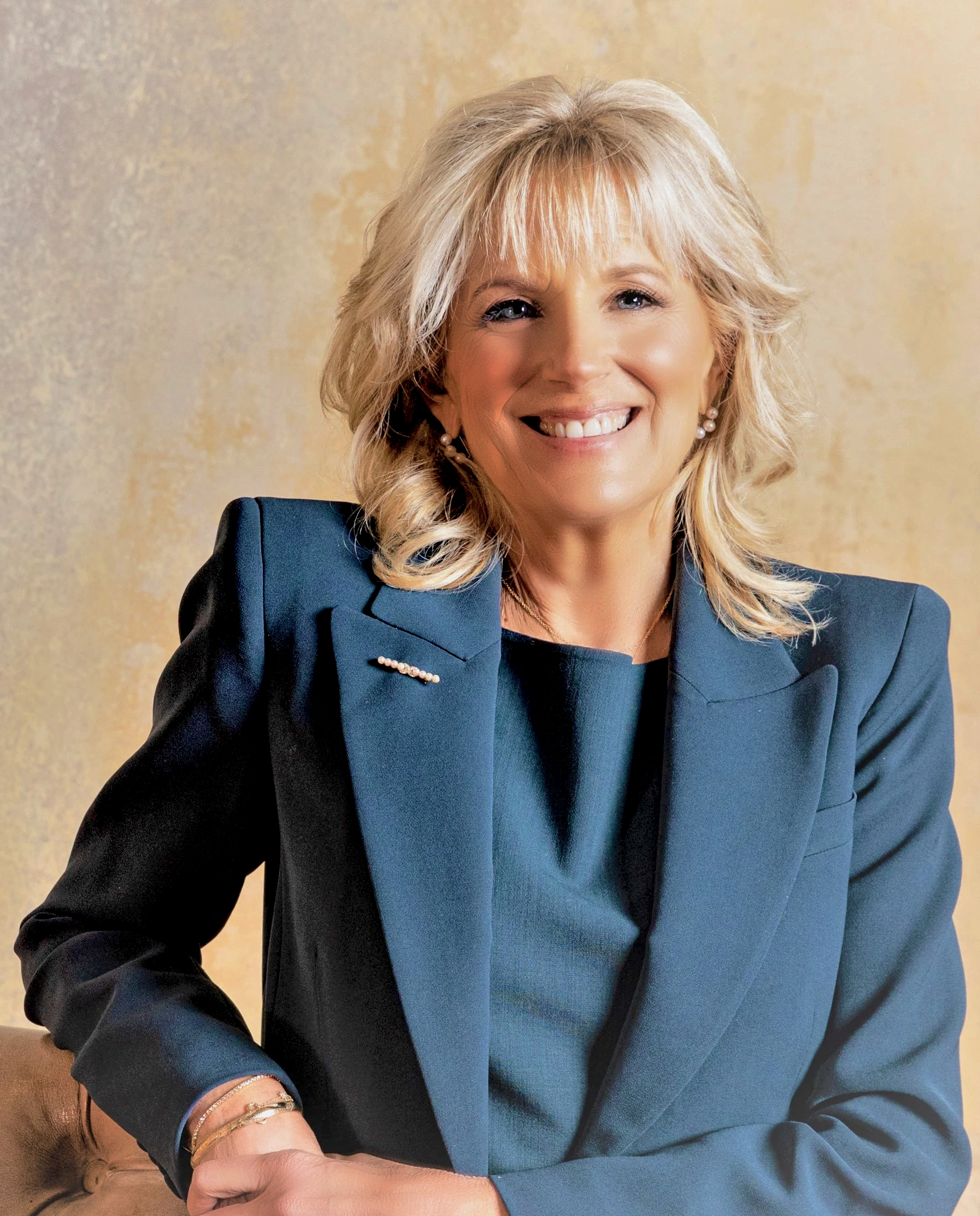
Джилл Байден На посаді у 2009–2017 Народилась 1951 (73 роки) Дружина Джо Байдена
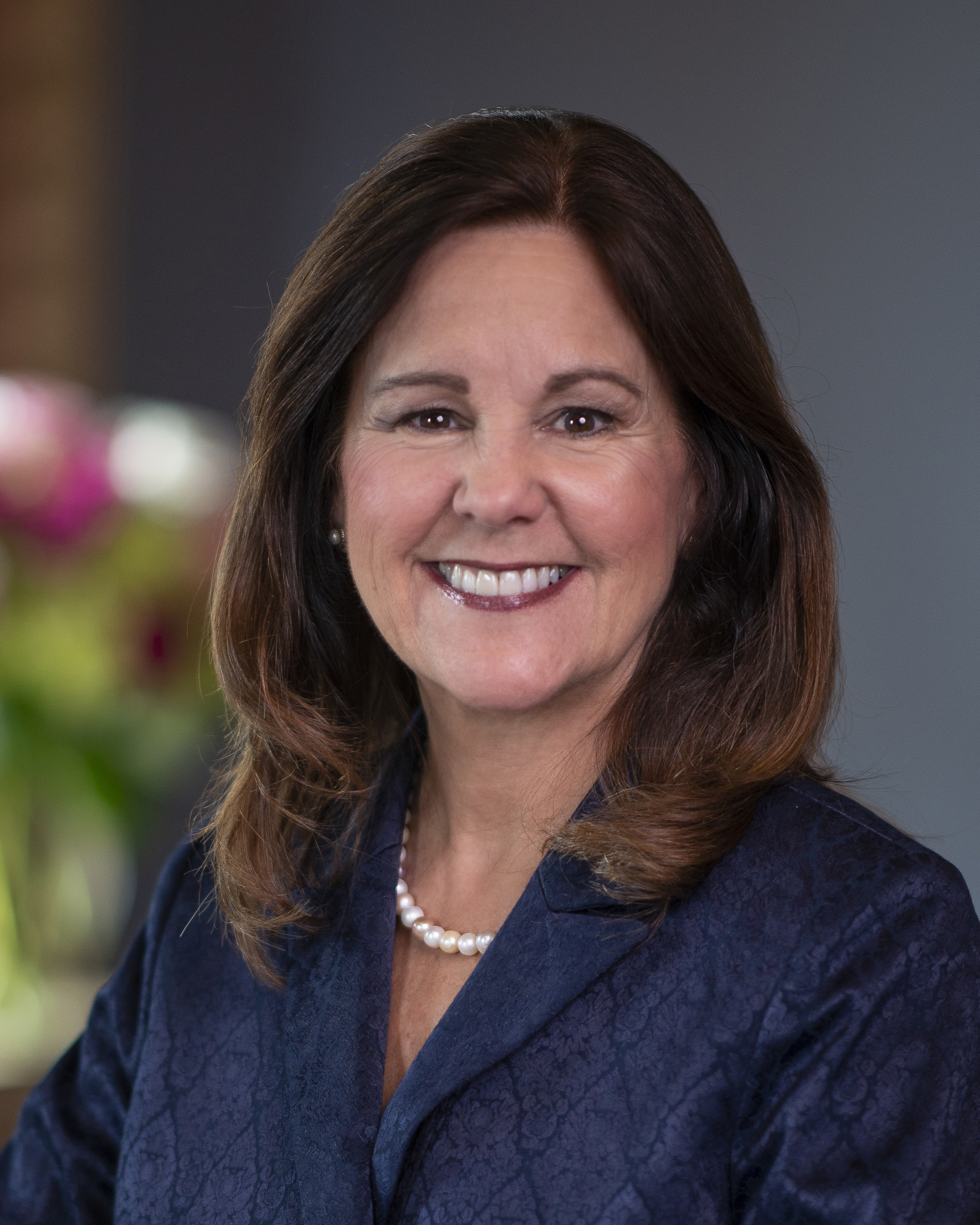
Карен Пенс На посаді у 2017-2021 Народилась 1957 (68 років) Дружина Майка Пенса